# F1 Powerboat Racing

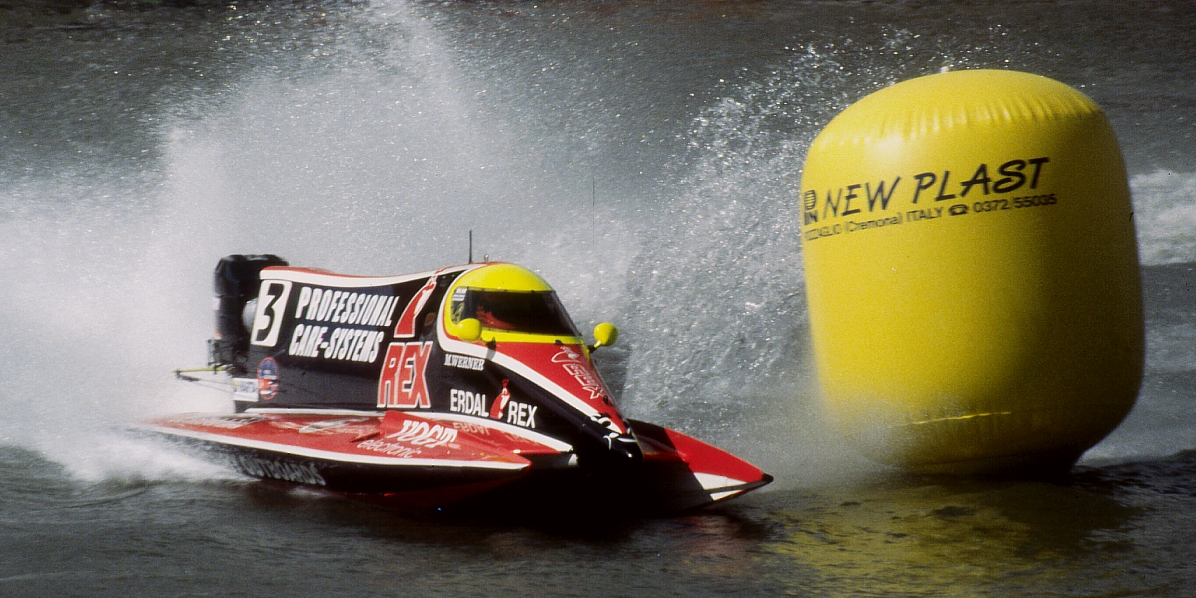
Zawodnik na zakręcie

Formuła 1 Powerboat Racing – odbywający się corocznie od 1981 roku (z wyjątkiem sezonów 1987, 1988 i 1989, gdy zawody się nie odbyły) cykl mistrzostw świata składający się z kilku rund, zwanych Grand Prix. Dyscyplina ta wzorowana jest na Formule 1. Trasa wyścigu wyznaczana jest zwykle na jeziorach, zatokach lub w portach.

## Kwalifikacje
Gdy liczba zgłoszonych zawodników przekracza 24, to kierowcy nie posiadający kontraktu biorą udział w 30-minutowej sesji przed-kwalifikacyjnej, z której do wyścigu kwalifikują się ci, którzy uzyskali najlepszy czas pojedynczego okrążenia. Gdy się zgłosi równo lub mniej, niż 24 zawodników, sesja przed-kwalifikacyjna jest pomijana.
Później odbywa się godzinny trening wolny. W razie zmiany trasy sędziowie mogą dołożyć jeszcze jeden trening.
Następnie mamy pierwszy trening 45 minutowy z pomiarem czasu, podczas którego każda łódź może wykonać maksymalnie 15 okrążeń nie licząc pierwszego (wyjazdowego).
W drugim, 45 minutowym treningu z pomiarem czasu zasady są takie same, jak podczas pierwszego treningu, a czasy uzyskane w pierwszym treningu przechodzą do drugiego, gdzie kierowcy starają się je poprawić.
Sześciu kierowców z najlepszymi czasami pojedynczego okrążenia przechodzi do 30 minutowej rundy finałowej, gdzie mają dwie próby poprawy czasu uzyskanego wcześniej. Po treningu ich silniki zostają zaplombowane, a łodzie zważone.
Wymiana kadłuba między treningami wiąże się z anulowaniem wcześniej uzyskanego czasu, a jeżeli dwa pierwsze treningi już się zakończyły, to kierowca rusza z końca stawki.

## Wyścig
Zawodnicy startują do wyścigu ustawieni jeden obok drugiego, równolegle do pomostu startowego. Na każdą łódź przypada 5 m długości pomostu. Pierwsza boja, oddalona co najmniej o 300 m, nie powinna być ustawiona prostopadle do pomostu. W razie niespełnienia któregoś z tych obowiązków kierowcy startują pojedynczo.
30 sekund przed startem kierowcy zostają poinformowani przez tablicę z napisem 30 s o tym, że zaraz wystartują. Włączenie silnika w tym czasie jest zabronione i karane odjęciem jednego okrążenia od jego rezultatu. Później zapalają się czerwone światła. Kierowcy ruszają dopiero wtedy, gdy zapali się zielone światło. Następnie znowu włączane są czerwone światła, a zawodnik, który nie wystartował do tego czasu, musi czekać na zielone światło.
Wszelkie naprawy podczas startu i restartu są zabronione i karane dyskwalifikacją.
Zawodnik, któremu udzielono pomocy z zewnątrz podczas wyścigu, zostaje zdyskwalifikowany. Napraw mogą udzielać jedynie dwaj wybrani przez zespół mechanicy na pomoście startowym.
Wyścig trwa 45 minut, ale w razie restartu jego czas może wydłużyć się nawet do 90 min. Wygrywa ten zawodnik, który w tym czasie zrobi najwięcej okrążeń. Gdy kilku kierowców zrobi tyle samo okrążeń, wygrywa ten, który jako pierwszy minął linię mety.
Boje mają kolor pomarańczowy lub żółty. Przy bojach pomarańczowych zawodnicy skręcają w lewo, a przy żółtych w prawo. Za zniszczenie pierwszej boi zawodnikowi odejmowane jest jedno okrążenie od rezultatu wyścigu i naliczana kara finansowa w wysokości 420 euro, a gdy sytuacja się powtórzy, zawodnik jest dyskwalifikowany i ma naliczane kolejne 420 euro kary.
Najdłuższa prosta może mieć maksymalnie 850 m.
Po wyścigu kierowca ma prawo zrobić rundę honorową, a zwycięzca może na nią zabrać swych mechaników na pokład łodzi.
Po wyścigu kontroli podlegają silniki każdej łodzi.
Każdy zawodnik na jednych zawodach może dostać dwie żółte kartki za niebezpieczną jazdę lub jedną czerwoną za szczególnie niebezpieczną jazdę. Przy trzech żółtych kartkach lub jednej czerwonej zawodnik nie może startować w następnej rundzie, a jego łodzią płynie zawodnik rezerwowy. Wcześniej dostana żółta kartka obowiązuje przez cztery wyścigi od chwili jej dostania.
Gdy team wystawia dwie łodzie, to jeden zawodnik musi mieć lusterka żółte, a drugi pomarańczowe.

## Punktacja
Za każdy wyścig przyznawane są punkty, a mistrzem świata zostaje zawodnik, który uzbierał najwięcej punktów w sezonie.
| Miejsce | Punkty |
| ------- | ------ |
| 1       | 20     |
| 2       | 15     |
| 3       | 12     |
| 4       | 9      |
| 5       | 7      |
| 6       | 5      |
| 7       | 4      |
| 8       | 3      |
| 9       | 2      |
| 10      | 1      |

Gdy zawodnicy przepłynęli 70% lub więcej z planowanego dystansu wyścigu, to otrzymują pełne punkty.
Gdy przepłynęli od 35% do 70%, to dostają połowę punktów.
Punkty nie są przyznawane za mniej niż 35% dystansu wyścigu.

## Przerwanie wyścigu
Wyścig może być przerwany, gdy powstanie czynnik zagrażający zdrowiu i życiu zawodników (np. silny wiatr).
Zawodnicy informowani są o przerwaniu wyścigu przez podniesienie czerwonej flagi. Każdy zawodnik widząc flagę ma obowiązek włączyć czerwone światło, które jest obowiązkowym wyposażeniem każdej łodzi.
Wtedy ściganie się jest zabronione, a kierowcy powinni ustawić się na swoim miejscu na pomoście startowym. Pozycje startowe są zgodne z pozycją, na jakiej płynął zawodnik w chwili przerwania wyścigu. Naprawy dozwolone są tylko na pomoście startowym, a łódź, która nie jest gotowa w chwili rozpoczynania restartu na ustawienie się na swej pozycji, startuje z końca stawki.
Zawodnicy płyną tyle czasu, ile zostało do końca w chwili jego przerwania, nie licząc pierwszego okrążenia.
Każdy zawodnik winny przerwania wyścigu zostanie z niego zdyskwalifikowany.

## Neutralizacja wyścigu
Organizator może zarządzić neutralizację wyścigu, gdy coś sprawia niebezpieczeństwo lub trzeba wejść na trasę wyścigu.
W chwili podniesienia żółtych flag zawodnicy muszą zwolnić, a łódź wyznaczona do tego celu lub lider wyścigu jest wtedy łodzią bezpieczeństwa. Jej celem jest narzucenie powolnego tempa zawodnikom (ok. 4000 obr./min.). Każdy zawodnik musi także włączyć żółte światła w łodzi. Wyprzedzanie po 5 sekundach od wywieszenia żółtych flag jest zabronione i karane odjęciem jednego okrążenia od wyniku zawodnika. Podczas neutralizacji, zawodnik, który opuścił trasę wyścigu, może na nią wrócić na ostatniej pozycji. Kiedy trasa jest już czysta, żółta flaga wywieszona jest jedynie w punkcie nadzoru wyścigu.
Gdy pierwsze dziesięć łodzi jest na swoich pozycjach (zgodnych z pozycjami zajmowanymi w chwili wywieszenia żółtych flag), zostają wywieszone zielone flagi.
Start do restartu jest startem lotnym. Każdy zawodnik, który nie jest na odpowiedniej pozycji w chwili restartu ma odjęte jedno okrążenie od wyniku wyścigu.

## Dane techniczne
Łodzie F1H2O są napędzane silnikiem Mercury Racing 2.5 EFI o pojemności 2,5 l.
Jest to jednostka V6, dwusuwowa, która przy 10500 obr/min generujemoc 425 KM.
Silnik spala 120 litrów na godzinę.
Waga silnika: 118 kg.
Długość łodzi: minimum 4,6 m – maximum 6m
Szerokość: 2,1 m
Waga bolidu (bez motoru): 390 kg
Prędkość maksymalna: 240 km/h
Przyśpieszenie: 0-100 km/h: 2 sekundy, 0-160km/h: 3,9 sekundy

## Mistrzostwa świata F1 H2O
| Sezon | I miejsce                      | II miejsce                     | III miejsce                    |
| ----- | ------------------------------ | ------------------------------ | ------------------------------ |
| 1981  | Renato Molinari                | Bob Spalding                   | Tom Percival                   |
| 1982  | Roger Jenkins                  | Renato Molinari                | Tom Percival                   |
| 1983  | Renato Molinari                | Cees van der Velden            | Tom Percival                   |
| 1984  | Renato Molinari                | Cees van der Velden            | Barry Woods                    |
| 1985  | Bob Spalding                   | Ben Robertson                  | Bertil Wik                     |
| 1986  | Gene Thibodaux                 | Art Kennedy                    | Cees van der Velden            |
| 1990  | John Hill                      | Andy Elliott                   | Jonathan Jones, Fabrizio Bocca |
| 1991  | Jonathan Jones                 | Michael Werner                 | Steve Kerton                   |
| 1992  | Fabrizio Bocca                 | Steve Kerton                   | John Hill                      |
| 1993  | Guido Cappellini               | Michael Werner                 | Jonathan Jones                 |
| 1994  | Guido Cappellini               | Jonathan Jones                 | Michael Werner                 |
| 1995  | Guido Cappellini               | Michael Werner                 | Danny Bertels                  |
| 1996  | Guido Cappellini               | Pertti Leppälä                 | Jonathan Jones, Michael Werner |
| 1997  | Scott Gillman                  | Pertti Leppälä                 | Guido Cappellini               |
| 1998  | Jonathan Jones                 | Guido Cappellini               | Massimo Roggiero               |
| 1999  | Guido Cappellini               | Scott Gillman                  | Pertti Leppälä                 |
| 2000  | Scott Gillman                  | Francesco Cantando             | Guido Cappellini               |
| 2001  | Guido Cappellini               | Francesco Cantando             | Philippe Dessertenne           |
| 2002  | Guido Cappellini               | Laith Pharaon                  | Massimo Roggiero               |
| 2003  | Guido Cappellini               | Scott Gillman                  | Francesco Cantando             |
| 2004  | Scott Gillman                  | Francesco Cantando             | Fabio Comparato                |
| 2005  | Guido Cappellini               | Sami Seliö                     | Scott Gillman                  |
| 2006  | Scott Gillman                  | Guido Cappellini               | Thani al Qamzi                 |
| 2007  | Sami Seliö                     | Guido Cappellini               | Thani al Qamzi                 |
| 2008  | Jay Price                      | Sami Seliö                     | Jonas Andersson                |
| 2009  | Guido Cappellini               | Thani al Qamzi                 | Sami Seliö                     |
| 2010  | Sami Seliö                     | Jay Price                      | Alex Carella                   |
| 2011  | Alex Carella                   | Jay Price                      | Thani al Qamzi                 |
| 2012  | Alex Carella                   | Philippe Chiappe               | Thani al Qamzi                 |
| 2013  | Alex Carella                   | Shaun Torrente                 | Philippe Chiappe               |
| 2014  | Philippe Chiappe               | Alex Carella                   | Shaun Torrente                 |
| 2015  | Philippe Chiappe               | Alex Carella                   | Shaun Torrente                 |
| 2016  | Philippe Chiappe               | Shaun Torrente                 | Sami Seliö                     |
| 2017  | Alex Carella                   | Philippe Chiappe               | Erik Stark                     |
| 2018  | Shaun Torrente                 | Erik Stark                     | Thani al Qamzi                 |
| 2019  | Shaun Torrente                 | Jonas Andersson                | Marit Stromoy                  |
| 2020  | nie wykonano z powodu covid-19 | nie wykonano z powodu covid-19 | nie wykonano z powodu covid-19 |
| 2021  | Jonas Andersson                | Thani al Qamzi                 | Shaun Torrente                 |
| 2022  | Shaun Torrente                 | Jonas Andersson                | Thani al Qamzi                 |
| 2023  | Jonas Andersson                | Erik Stark                     | Peter Morin                    |
| 2024  | Jonas Andersson                | Rusty Wyatt                    | Erik Stark                     |